# انقلاب 2015 في بوركينا فاسو
وقع انقلاب بوركينا فاسو ما بين 16 و17 سبتمبر 2015 من قبل مجموعة عسكرية من الحرس الرئاسي وتم خلاله عزل الرئيس الانتقالي ميشيل كافاندو ورئيس الوزراء يعقوب إسحاق زيدا وحل الحكومة، وتشكيل مجلس وطني ديمقراطي لإدارة البلاد.

## الأحداث
قامت مجموعة من الحرس الرئاسي البوركينابي في 16 سبتمبر 2015 باحتجاز الرئيس ميشيل كافاندو ورئيس الوزراء يعقوب إسحاق زيدا وعديد الوزراء في معسكر للحرس الرئاسي في واغادوغو، العاصمة السياسية لبوركينا فاسو.
ومن الغد أُعلن عزل الرئيس وحل الحكومة المؤقتة.

## ردود الفعل
دعت الأمم المتحدة والاتحاد الإفريقي والمجموعة الاقتصادية لدول غرب أفريقيا في بيان مشترك إلى إطلاق سراح الرئيس البوركينابي الانتقالي ميشيل كافاندو ورئيس الحكومة إسحاق زيدا المحتجزين منذ ظهر 16 سبتمبر 2015. وقال البيان الصادر بالفرنسية إن وحدة النخبة التابعة للجيش انتهكت دستور الدولة الواقعة في غرب أفريقيا وسوف تتحمل المسؤولية عن أعمالها. وأعرب الأمين العام للأمم المتحدة بان كي مون عن غضبه من احتجاز كافاندو وزيدا ودعا إلى إطلاق سراحهما فورا، حسب بيان صادر من المتحدث باسمه.